# John Joseph Mitty
John Joseph Mitty (ur. 20 stycznia 1884 w Nowym Jorku, zm. 15 października 1961 w Menlo Park, Kalifornia) – amerykański duchowny katolicki, arcybiskup metropolita San Francisco w latach 1935-1961.

## Życiorys
Przyszedł na świat w Greenwich Village (dzielnica Manhattanu). Ukończył szkołę przy parafii św. Józefa, a następnie kształcił się w De La Salle Institute na Manhattanie. Został osierocony w wieku 14 lat. Po ukończeniu Manhattan College w 1901 roku wstąpił do seminarium duchownego w Yonkers. Święcenia kapłańskie otrzymał 22 grudnia 1906 z rąk ówczesnego abp. Johna Farleya i inkardynowany został do archidiecezji nowojorskiej. Kontynuował studia na Katolickim Uniwersytecie Ameryki i w Rzymie w Wyższym Seminarium Papieskim. Po powrocie do kraju wykładał w swym rodzimym seminarium w Yonkers. W czasie I wojny światowej był kapelanem armii. W latach 1919–1922 służył też jako kapelan w Akademii West Point. Od 1922 roku był proboszczem parafii św. Łukasza Ewangelisty w dzielnicy Bronx.
21 czerwca 1926 papież Pius XI mianował go biskupem diecezjalnym Salt Lake. Sakry udzielił mu jego dotychczasowy zwierzchnik kard. Patrick Joseph Hayes. Po swym poprzedniku odziedziczył ogromne zadłużenie diecezji. Dzięki swym talentom organizacyjnym (cotygodniowe zbiórki na ten cel) dług spłacano w latach 1932-1936.
29 stycznia 1932 otrzymał nominację na koadiutora arcybiskupa San Francisco cum iure futurae succesionis ze stolicą tytularną Aegina. Sukcesję przejął 2 marca 1935 po rezygnacji abp Edwarda Hanny. W czasie dwudziestu sześciu lat jego posługi powstały 84 parafie i ponad 500 projektów budowlanych. Przywrócone zostało też do użytku seminarium duchowne św. Patryka w Menlo Park.
Abp Mitty zmarł na zawał mięśnia sercowego w budynku seminarium duchownego św. Patryka. Pochowany został w krypcie arcybiskupów San Francisco w Colma.